# ماهی پرک‌دار دلقک
ماهی پرک‌دار دلقک (نام علمی: Chitala ornata) نام یک گونه از سرده پشت‌پره‌ای‌های آسیایی است.